# 聖ゲオルギウスと竜 (ウッチェロ)

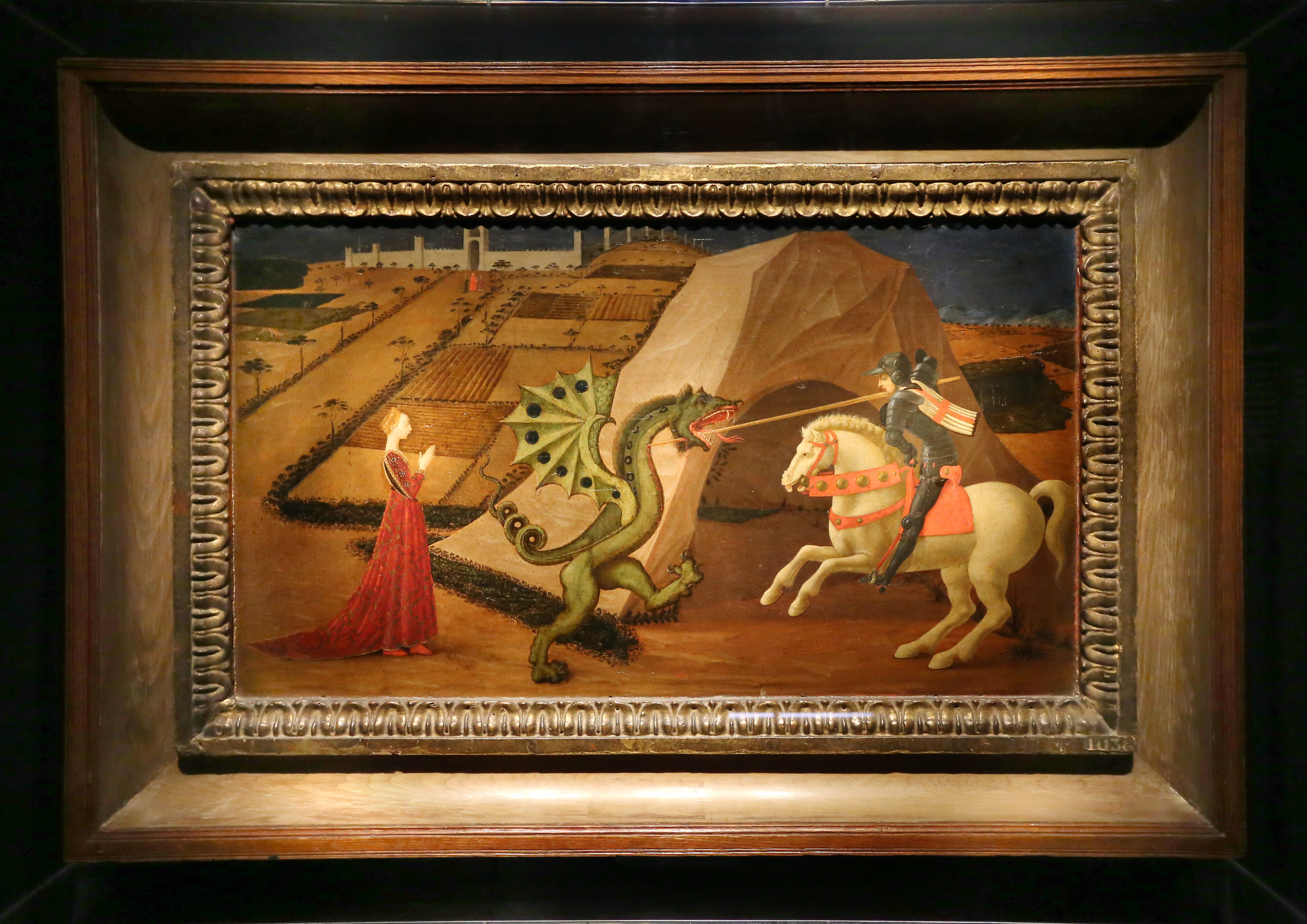
ウッチェロが1458年から1460年の間に制作した『聖ゲオルギウスと竜』。ジャックマール＝アンドレ美術館所蔵。

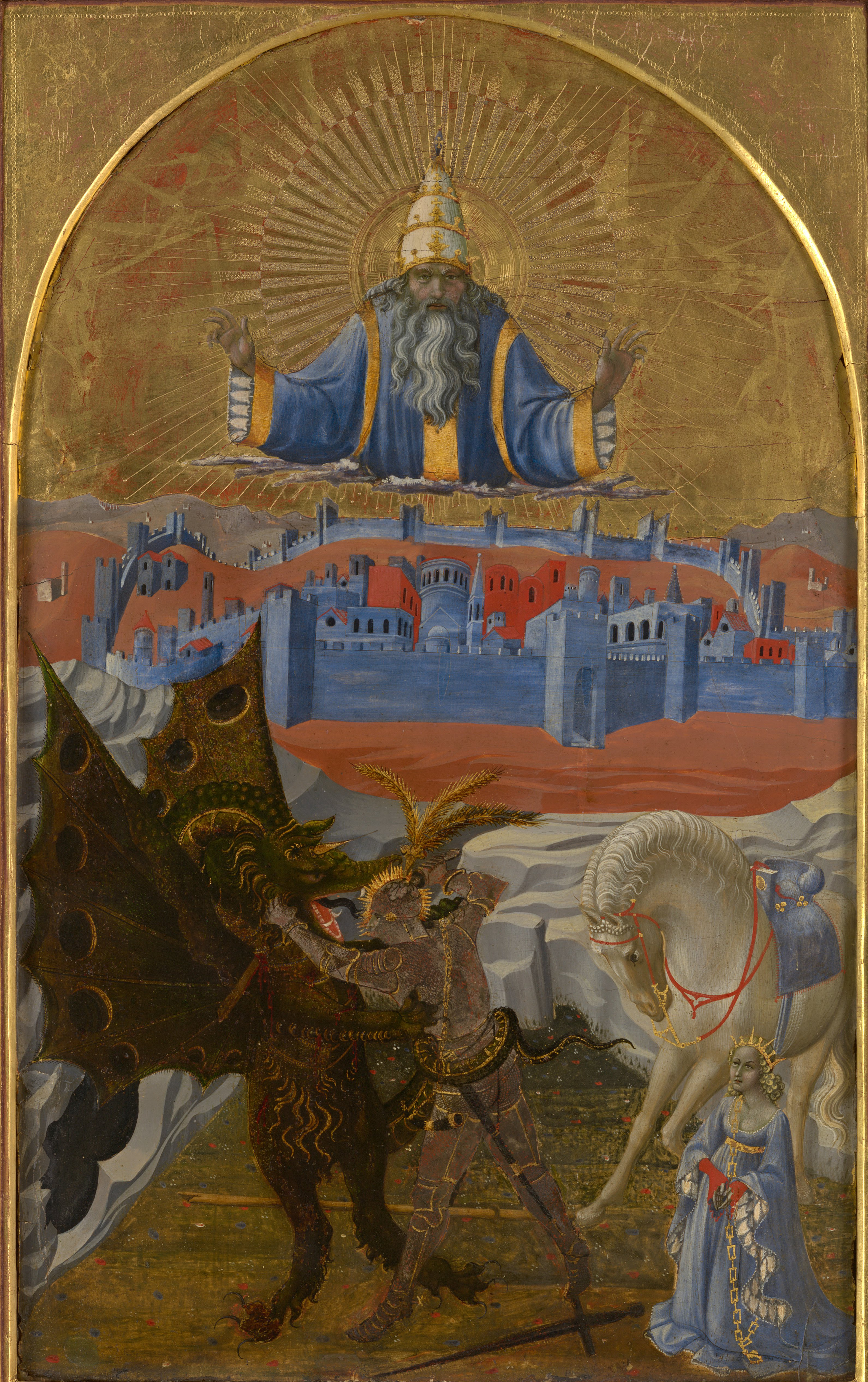
1430年頃の『聖ゲオルギウスと竜』。ビクトリア国立美術館所蔵。

『聖ゲオルギウスと竜』（せいゲオルギウスとりゅう、伊: San Giorgio e il drago, 英: Saint George and the Dragon）は、初期ルネサンス期のイタリアの画家パオロ・ウッチェロが1470年頃に制作した絵画である。油彩。主題はキリスト教の聖人の伝説を集成した『黄金伝説』で語られている聖ゲオルギウスの竜殺しの伝説を扱っている。ウッチェロは絵画に遠近法を取り入れた初期ルネサンス期の画家の1人であり、本作品も遠近法を使って描いている。またキャンバスを用いた油彩画の初期の作例としても知られる。現在はロンドンのナショナル・ギャラリーに所蔵されている。ただし展示はされていない。

## 主題
『黄金伝説』によると、聖ゲオルギウスはリビアの都市シレーヌをドラゴンの恐怖から救ったと伝えられている。彼はドラゴンの生贄として捧げられたシレーヌの王女を救うため、騎乗し、槍でドラゴンを打ち負かした。そして王女に腰帯をドラゴンの首に結びつけて、都市に連れて行くように命じた。王女が言われた通りにすると、ドラゴンは大人しく王女に従って都市に行ったので、人々は恐怖におののいた。聖ゲオルギウスは人々にキリスト教に改宗するならばドラゴンを殺すと約束し、彼らが改宗したのち、剣でドラゴンを殺した。

## 作品
ウッチェロは『黄金伝説』の物語を奇妙な表現を用いて描いている。たとえば聖ゲオルギウスは騎乗して、今まさに槍でドラゴンの顎を指し貫いている。それに対して画面左に配置された王女はドラゴンのそばに立ち、すでに腰帯を怪物の首に結び付けている。両者の行動は明らかに前後の異なる場面に起因しており、ドラゴンの左右に物語の登場人物を配置することで2つの場面を1枚の絵画に統合し、ドラゴンが王女に対して従順に従うことを暗示している。
また聖ゲオルギウスが配置されている画面右の背景には鬱蒼とした森が遠方まで広がっており、その上空では雲が渦を巻きながら密集している。おそらく、この雲は天国の父なる神が地上世界に介入していることの表れである。実際に雲の渦と聖ゲオルギウスの槍は連続しており、雲の渦を画面右の背景に配置することで神が聖ゲオルギウスを後押しし、その力によって聖ゲオルギウスの槍がドラゴンの頭に達していることを表現していると考えられている。
地面に描かれている方形の草むらも奇妙に見えるが、これはウッチェロの線遠近法への強いこだわりを表している。ただし本作品の遠近法は正確ではないことが指摘されている。草むらを繰り返し描いている点はパターンを好むウッチェロの傾向が表れている。この傾向はドラゴンの翼にも表れている。
本作品の注目すべき点の1つはキャンバスに油彩されている点である。ウッチェロが活躍した時代のフィレンツェではまだキャンバスを用いることは一般的ではなかった。そのため作品の信憑性についてしばしば疑問視する意見が出されている。緑と青などの一部の顔料は変色している。特に青色の顔料であるアズライトを用いて描かれた空の色は変色によって緑色に見え、草や王女の衣装の緑は暗くなっている。

## 来歴
この絵画は19世紀末にウィーンのカロル・ランコロンスキー伯爵のコレクションの一部であったことが知られている。アメリカ合衆国の美術史家チャールズ・ルーサーは1898年に伯爵のコレクションの中から本作品を発見し、ウッチェロに帰属した。1939年、第二次世界大戦が勃発すると絵画はナチス・ドイツによって盗まれ、おそらくアルトアウゼーの塩鉱山あるいはイメンドルフ城に保管されていたが、戦後、アメリカ軍によって発見され、伯爵家に返還された。ナショナル・ギャラリーが本作品を購入したのは1958年のことである。

## 他のバージョン
メルボルンのビクトリア国立美術館とパリのジャックマール＝アンドレ美術館に、ウッチェロによる同じ主題の絵画が所蔵されている。どちらも本作品よりも以前の作品とされる。そのうちビクトリア国立美術館版は構成がまったく異なっているだけでなく、『黄金伝説』の記述や伝統的な描写と異なるものとなっている。

## ギャラリー

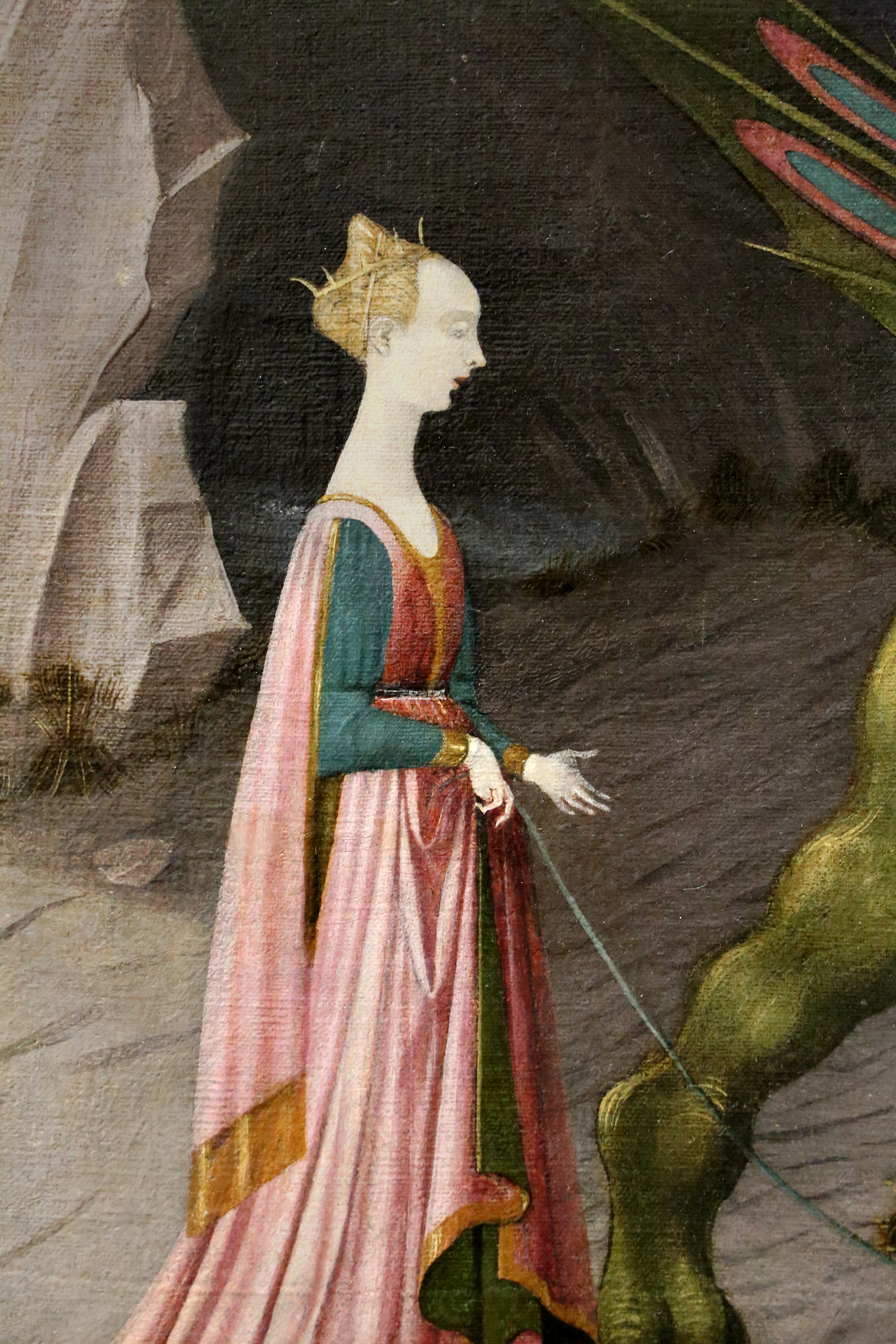
画面左の王女 （ディテール）。
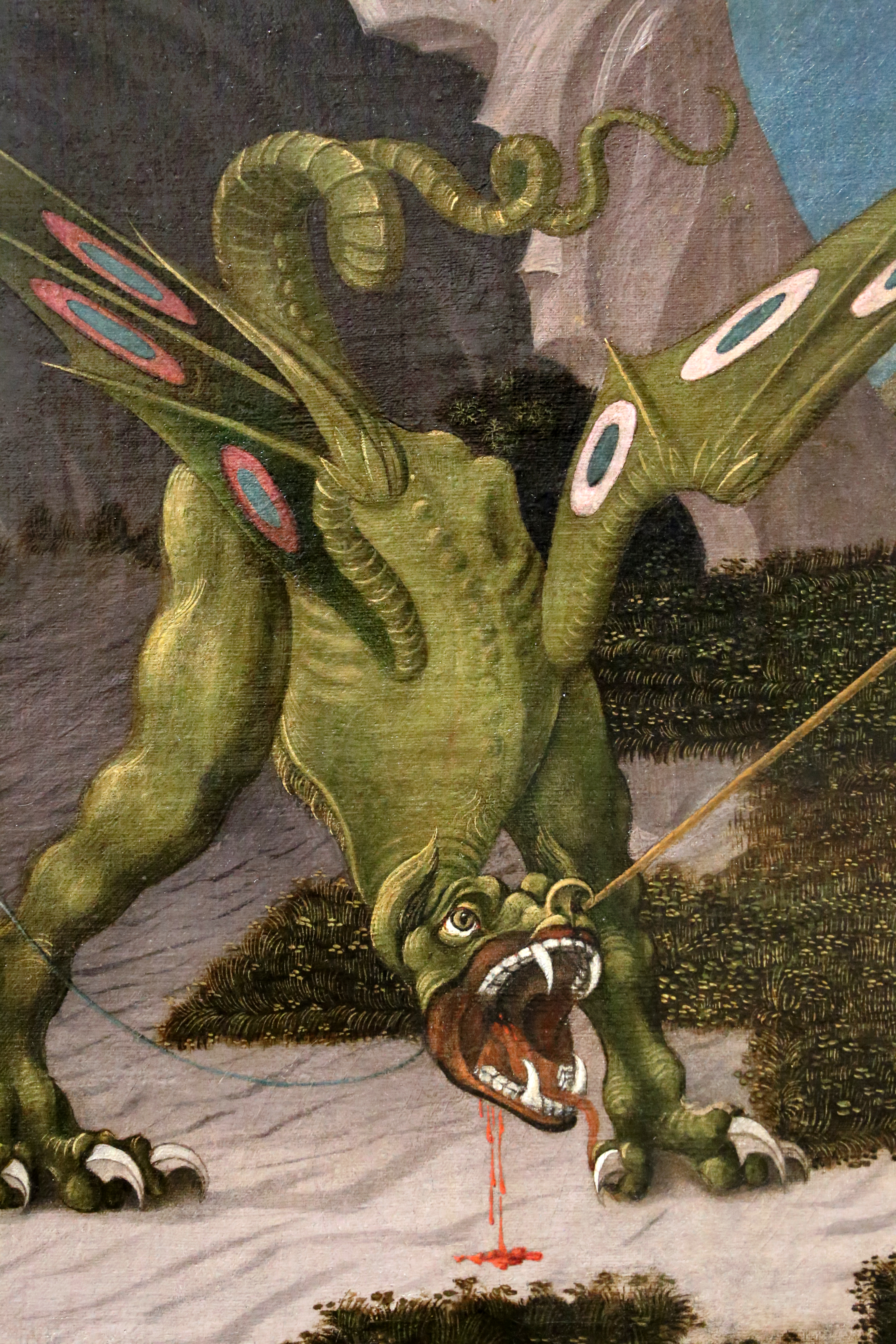
画面左のドラゴン （ディテール）。
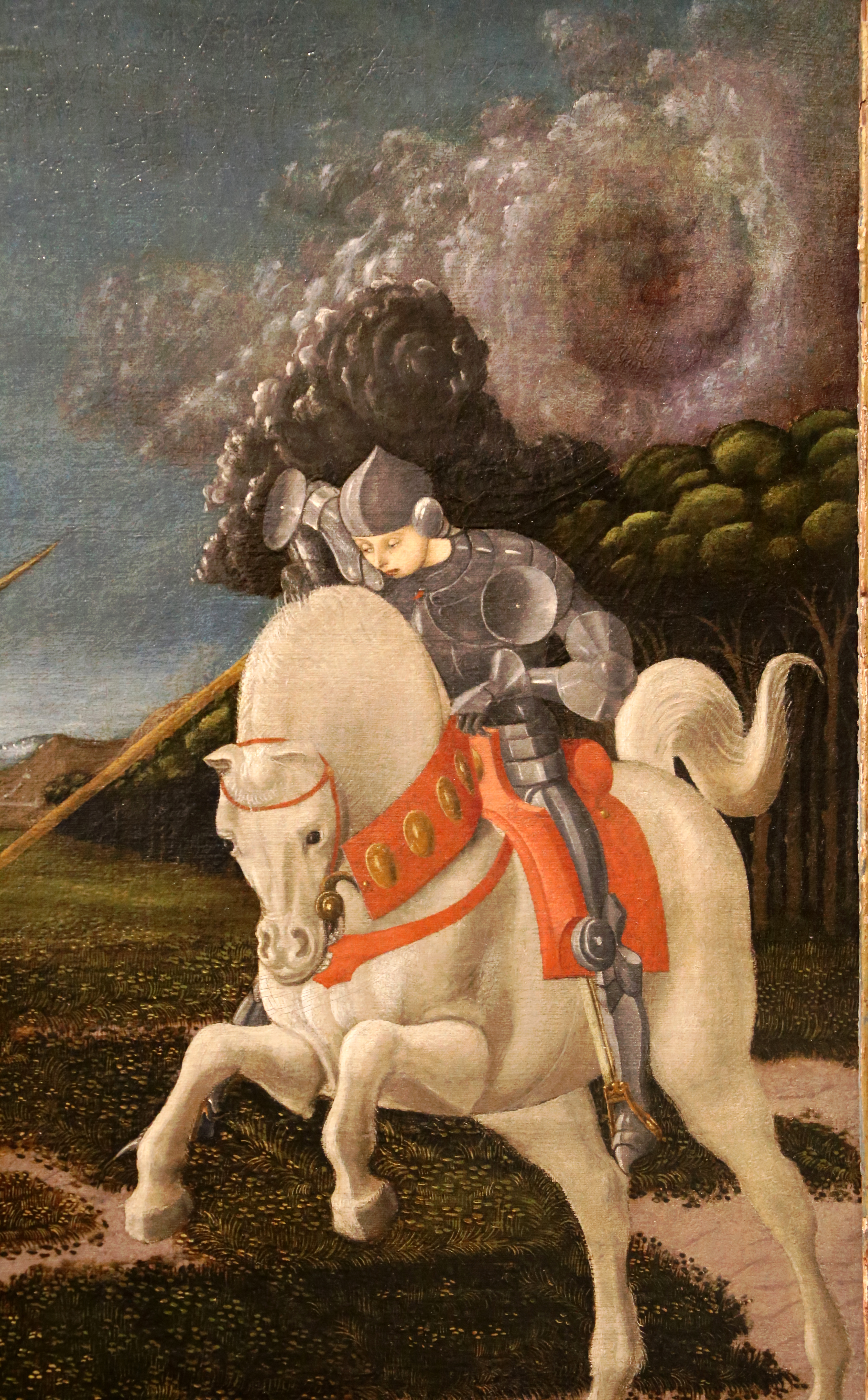
画面右の聖ゲオルギウス （ディテール）。